# Đội tuyển Fed Cup Sri Lanka
Đội tuyển Fed Cup Sri Lanka đại diện Sri Lanka ở giải đấu quần vợt Fed Cup và được quản lý bởi Hiệp hội Quần vợt Sri Lanka. Đội chưa thi đấu lại kể từ năm 2001 với ngoại lệ là giải đấu 2008.

## Lịch sử
Sri Lanka tham dự kì Fed Cup đầu tiên vào năm 1990. Thành tích tốt nhất của đội là vào vòng loại chung kết năm 1992 và 1993. Năm 2007, Sri Lanka được dự kiến sẽ thi đấu ở Nhóm II khu vực châu Á/châu Đại Dương tại Christchurch, New Zealand, nhưng cùng với Syria, rút lui vì nguy cơ khủng bố. Sau khi thi đấu năm 2008, Sri Lanka được lên danh sách tại Nhóm II khu vực châu Á/châu Đại Dương 2009, nhưng không tham gia.